# Estadi Nacional
L'Estadi Nacional és un estadi situat a Andorra la Vella. S'utilitza per futbol i rugbi.
L'estadi es va construir a l'antic terreny del Camp d'Esports del M.I. Consell General. La construcció va començar el 2013 i es va acabar el 2014. Té una capacitat de 3.306 persones, i la gespa és artificial.
L'estadi és la seu dels equips nacionals de futbol i rugbi XV. El primer partit oficial fou una derrota per 1–2 contra Gal·les per al grup B de qualificació per l'Eurocopa 2016, que es va jugar el 9 de setembre de 2014, després de passar la inspecció de la UEFA la setmana anterior.
L'agost de 2015, el Govern nacional i el FC Andorra van acordar que el club jugaria a l'Estadi Nacional els dos primers mesos de la temporada 2015–16, fins que les obres del Camp de la Borda Mateu acabessin.

## Assistència a partits oficials
A 11 de juny de 2019

### Partits de futbol
| Temporada                                       | Total   | Màxima | Mínima | Mitjana |
| ----------------------------------------------- | ------- | ------ | ------ | ------- |
| Eurocopa 2016                                   | 11,778  | 3,150  | 1,054  | 2,354   |
| Classificació de la Copa del Món de futbol 2018 | 10,484  | 3,193  | 1,115  | 2,097   |
| Lliga de les Nacions 2018-19                    | 100,007 | 1,311  | 1,021  | 1,189   |
| Classificació de l'Eurocopa 2020                | 6,414   | 3,187  | 1,373  | 2,138   |

Font:

### Partits de rugbi
| Temporada                            | Total | Màxima | Mínima | Mitjana |
| ------------------------------------ | ----- | ------ | ------ | ------- |
| Copa Europea de les Nacions 2014–16  | 1,300 | 500    | 300    | 433     |
| Conferència Europea de Rugbi 2016–17 | 1,400 | 1,000  | 400    | 700     |
| Conferència Europea de Rugbi 2017–18 | 1,100 | 600    | 500    | 550     |
| Conferència Europea de Rugbi 2018–19 | 400   | 400    | 400    | 400     |